# Verlag des Bischöflichen Ordinariats Limburg
Der Verlag des Bischöflichen Ordinariats Limburg mit seinem Sitz in Limburg an der Lahn wurde 1827 zusammen mit dem Bistum Limburg gegründet. Er führt ein wissenschaftliches und kulturgeschichtliches Programm. Im Verlag erscheinen Begleitbücher- und Kataloge zu Ausstellungen des Diözesanmuseums Limburg und des Dommuseums Frankfurt. Neben Einzelpublikationen bringt der Verlag das Limburger Magazin für Religion und Bildung Eulenfisch heraus. Der Verlag wird von Martin W. Ramb geleitet.
Seit 2009 besteht mit dem Kunstverlag Schnell und Steiner in Regensburg eine Kooperation auf dem Gebiet der Kunst- und Kirchenführer. Zur Ausstellung „Im Zeichen des Kreuzes. Die Limburger Staurothek und ihre Geschichte“ erschien 2009 erstmals ein gemeinsamer Ausstellungskatalog und ein Fotokunstkalender mit Nahaufnahmen des bedeutenden Limburger Kreuzreliquiars. In der Reihe der Kleinen Kunstführer wurde eine Unterreihe „Kunstschätze im Bistum Limburg“ eröffnet. Etliche Kirchen und Kunstschätze des Bistums sind bereits in der Reihe enthalten, wie der Kaiserdom St. Bartholomäus, der Limburger Dom und Wetzlarer Dom, die Allerheiligenkapelle Lahnstein, St. Lubentius in Dietkirchen, St. Marien in Neu Anspach und die Limburger Staurothek. 2010 folgten die 16. komplett überarbeitete Wiederauflage des Kunstführers zum Limburger Dom sowie der Kleine Kunstführer zum Haus am Dom in Frankfurt am Main. Zum 1100-jährigen Stadtjubiläum von Limburg haben beide Verlage einen Kunstführer zur Stadt Limburg und dem Hohen Dom zu Limburg herausgebracht.
Zur Frankfurter Buchmesse 2010 wurde eine digitale Version des Kleinen Kunstführers zum Limburger Dom für iPhone und iPad der Öffentlichkeit vorgestellt. Mit dem Kunstführer-App aus der Reihe „artguide“ können sich Besucher multimedial durch den Dom führen lassen. In einem bebilderten E-Book finden sich Informationen zum Nachlesen. Ein interaktiver Lageplan weist den Weg durch die Kathedrale, und eine Zeittafel fasst die wichtigsten geschichtlichen Daten zusammen. Zudem bietet das Programm eine Übersicht zu Gottesdienstzeiten und Domführungen.
Im Juli 2014 wurde mit dem Verlag Butzon & Bercker mit Sitz in Kevelaer das Buch „So feierten wir damals: Erlebte Geschichten durch das Jahr“ veröffentlicht, das aus einer Schreibwerkstatt des Bistums Limburg hervorgegangen ist. Sieben Frauen und zwei Männer haben hierin ihre Erinnerungen an kirchliche Feiertage zur Zeit des Zweiten Weltkriegs und der Nachkriegszeit aufgeschrieben.